# Consubstantiatie
Consubstantiatie is een van de theorieën waarmee theologen de Werkelijke Tegenwoordigheid van Jezus in de Eucharistie hebben willen verklaren in de termen van de filosofische metafysica. De theorie van de consubstantiatie zegt dat gedurende de bediening van het Sacrament de substantie (een technisch-filosofische term waarmee de fundamentele realiteit van iets wordt aangeduid) van het Lichaam en Bloed van Christus aanwezig is naast de substantie van brood en wijn. Dit in tegenstelling tot de theorie van de transsubstantiatie (gebruikelijk in de Rooms-Katholieke kerk), waarbij het Lichaam en Bloed van Christus tegenwoordig komen in plaats van brood en wijn.
Consubstantiatie wordt vaak in verband gebracht met de Lutherse Kerk, maar eigenlijk wijst deze gemeenschap elke filosofische benadering van Sacramenten af.
Een minderheid van anglicanen beroept zich op de consubstantiatieleer. Uit de ARCIC Windsor Statement van 1971 en de nadere uitleg uit 1979 blijkt echter dat katholieken en anglicanen op vele punten eenzelfde visie hebben op de eucharistie. Enkele verschilpunten kunnen gevonden worden in de pastorale brief van de Church of England The Eucharist: Sacrament of Unity.
In de Rooms-Katholieke Kerk wordt de consubstantiatietheorie als protestants beschouwd. Nog in 1965 wees paus Paulus VI erop dat de transsubstantiatieleer behouden diende te worden.